# Virtuozzo (compañia)
Virtuozzo es una empresa de software que desarrolla software de administración y virtualización en la nube para proveedores de computación en la nube, proveedores de servicios administrados y proveedores de servicios de hospedaje de Internet. El software de la empresa permite a los proveedores de servicios ofrecer infraestructura como servicio, contenedor como servicio, plataforma como servicio, Kubernetes como servicio, WordPress como servicio y otras soluciones.

## Historia
La compañía fue fundada como SWsoft en 1997, que en 2000 lanzó la primera tecnología de contenedor de virtualización a nivel de sistema operativo disponible comercialmente. En 2003, SWsoft adquirió a los fabricantes de los productos de alojamiento web Confixx y Plesk. En 2004, SWsoft adquirió Parallels, Inc. En 2005, la empresa abrió su tecnología de virtualización a nivel de sistema operativo como OpenVZ. En 2007, SWsoft anunció que había cambiado su nombre a Parallels y distribuiría sus productos bajo el nombre de Parallels.
En diciembre de 2015, Virtuozzo se escindió de Parallels para convertirse en una empresa independiente. En mayo de 2016, Virtuozzo anunció su intención de unirse a Open Container Initiative. 
En 2021, Virtuozzo adquirió OnApp y Jelastic.

## Lista de productos
- Virtuozzo Hybrid Infrastructure es una plataforma de gestión de nube basada en OpenStack que permite a los proveedores de servicios vender nube pública, nube privada, nube híbrida, Kubernetes como servicio, almacenamiento como servicio, copia de seguridad como servicio, recuperación ante desastres como servicio y escritorio como servicio.
- Virtuozzo Hybrid Server permite a los proveedores de servicios vender servidores privados virtuales, alojamiento web compartido, alojamiento de contenedores y almacenamiento como servicio.
- Virtuozzo Application Platform permite a los proveedores de servicios vender Platform as a Service con herramientas DevOps integradas
- Virtuozzo Application Platform para WordPress permite a los proveedores de servicios vender Platform as a Service para sitios web basados en WordPress
- Virtuozzo Cloud Platform for VMware es un portal de autoservicio de gestión, aprovisionamiento y facturación en la nube para entornos VMware vCenter
- Virtuozzo CDN Platform permite a los proveedores de servicios crear sus propios servicios de red de entrega de contenido

### Productos de código abierto
- OpenVZ es una tecnología de virtualización a nivel de sistema operativo para Linux
- VzLinux es una distribución de Linux que se basa en el código fuente de Red Hat Enterprise Linux (RHEL)
- CRIU es una herramienta de software que se utiliza para congelar y restaurar aplicaciones Linux en ejecución
- P.Haul: mecanismo basado en Python sobre CRIU, destinado a la migración en vivo de contenedores y procesos internos que tocan la memoria.

Virtuozzo es colaborador de otros proyectos de código abierto, incluidos el kernel de Linux, libvirt, KVM, Docker, QEMU, LXC, runc/libcontainer y Libct.